# WK Kellogg Co
WK Kellogg Co è un'azienda americana produttrice di alimenti, nata dalla scissione da Kellogg's il 2 ottobre 2023, con sede a Battle Creek, Michigan. È stata costituita nell'ottobre 2023 come parte dello spin-off del ramo cerealicolo nordamericano di Kellogg's.

## Storia

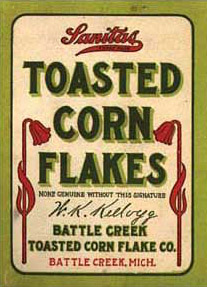
La prima confezione di Corn Flakes della Battle Creek Toasted Corn Flake Co. (1906), che in seguito divenne la Kellogg Food Company nel 1908.

Nel 1876, John Harvey Kellogg divenne il direttore del Battle Creek Sanitarium (originariamente il Western Health Reform Institute fondato da Ellen White), mentre suo fratello, William Keith Kellogg, vi lavorava come contabile. Fu proprio lì che vennero creati i corn flakes, evento che portò alla successiva fondazione della Kellogg Company.
Per anni, W. K. Kellogg assistette il fratello nelle ricerche per migliorare la dieta vegetariana dei pazienti del Sanitarium, in particolare nella ricerca di una granola a base di grano. I fratelli Kellogg sono noti soprattutto per l’invenzione dei cereali per la colazione corn flakes. La creazione dei cereali a fiocchi nel 1894 è stata descritta in modi diversi da vari membri della famiglia, tra cui Ella Eaton Kellogg, John Harvey Kellogg, il fratello più giovane Will Keith Kellogg e altri. C’è molto disaccordo su chi abbia partecipato realmente alla scoperta e su quale ruolo abbia avuto ognuno di loro. Secondo la versione più diffusa, una notte John Kellogg fu chiamato via e lasciò dell’impasto di grano. Il giorno dopo, invece di buttarlo, lo passò nei rulli e fu sorpreso dal risultato: fiocchi sottili che potevano essere cotti.
W.K. Kellogg convinse il fratello a servire il cibo sotto forma di fiocchi. Ben presto, questi fiocchi di grano vennero confezionati e inviati su richiesta per corrispondenza agli ex ospiti del Sanitarium. Tuttavia, il dottor John Harvey proibì al fratello Will di distribuire i cereali al di fuori dei consumatori del centro. Questo portò a una rottura tra i due fratelli, e il 19 febbraio 1906, W.K. Kellogg fondò la Battle Creek Toasted Corn Flake Company. Il 4 luglio 1907, un incendio distrusse lo stabilimento principale. W.K. Kellogg riuscì a far ripartire la produzione nel nuovo impianto solo sei mesi dopo.
Convincendo il fratello a rinunciare ai diritti sul prodotto, l’azienda di Will iniziò a produrre e commercializzare i Kellogg's Toasted Corn Flakes, che ebbero un enorme successo. Nel 1909, l’azienda fu rinominata Kellogg Toasted Corn Flake Company, per poi assumere il nome Kellogg Company nel 1922. Già nel 1909, l’azienda produceva 120.000 casse di Corn Flakes al giorno. John, infastidito dal successo del fratello, intentò una causa contro l’azienda di Will nel 1906 per ottenere il diritto esclusivo all’uso del cognome. La battaglia legale, che incluse un processo durato un mese intero, si concluse nel dicembre 1920, quando la corte suprema del Michigan diede ragione a Will.
Nel 1931, la Kellogg Company annunciò che la maggior parte dei suoi stabilimenti avrebbe adottato una settimana lavorativa di 30 ore anziché 40. W.K. Kellogg spiegò di averlo fatto per creare un turno aggiuntivo di lavoratori, così da aiutare le persone durante la Grande Depressione. Questa pratica proseguì fino alla seconda guerra mondiale e, in alcuni reparti e stabilimenti, continuò fino al 1980.
Nel 2000, la Kellogg acquistò Kashi, azienda produttrice di cereali integrali e altri alimenti a base vegetale.
Nel ottobre 2023, WK Kellogg Co si è separata dalla Kellogg Company (che ha assunto il nome Kellanova) ed è stata quotata alla Borsa di New York.
Il 10 luglio 2025, l’azienda ha annunciato che sarebbe stata acquistata da Ferrero per 3,1 miliardi di dollari.

## Marchi
Elenco dei principali marchi di produzione soggetti al controllo dell’azienda WK Kellogg Co:
- All-Bran
- Corn Flakes
- Crispix
- Froot Loops
- Frosties
- Frosted Mini-Wheats
- Kashi
- Rice Krispies
- Special K
- Krave
- Corn Pops
- Raisin Bran
- Apple Jacks